# گوزن فریادکش زرد بورنئو
آهوی فریادکش زرد بورنئو (نام علمی: Muntiacus atherodes) نام یک گونه از سرده آهوی فریادکش است.